# Herb powiatu skierniewickiego
Herb powiatu skierniewickiego – symbol powiatu skierniewickiego, ustanowiony 23 czerwca 2004.

## Wygląd i symbolika
Herb przedstawia na tarczy w polu czerwonym dwa białe orły o złotym uzbrojeniu –  dziobach, językach, szponach i przepasce na ogonie, zwrócone do siebie, a pomiędzy nimi umieszczony złoty kwiat symbolizujący Drzewo Życia.